# Comodoria
Comodoria là một chi bướm đêm thuộc họ Noctuidae.